# Roots Alley Ballers
El Roots Alley Ballers es un equipo de fútbol de Santa Lucía que juega en la División de Bronce de Santa Lucía, la tercera liga de fútbol más importante del país.

## Historia
Fue fundado en el año 1985 en la ciudad de Vieux-Font y es uno de los equipos más ganadores de la División de Oro de Santa Lucía, la máxima categoría del país, ya que cuentan con 4 títulos de liga, aunque no juegan en ella desde la temporada 2010/11 cuando descendieron. También cuenta con un título de copa ganado en el año 1999 cuando vencieron 5-0 al Young Stars FC en la final.
A nivel internacional han participado en 2 torneos continentales, en los cuales nunca han superado una ronda.

## Palmarés
- División de Oro de Santa Lucía: 4

1999, 2000, 2003/04, 2009
- Copa de Santa Lucía: 1

1999
- - Finalista: 1

2001
- Blackheart/Piton Shandy Cup: 0
  - Finalista: 1

1997

## Participación en competiciones de la Concacaf
| Temporada | Torneo                         | Ronda          | Club                | Resultado |
| --------- | ------------------------------ | -------------- | ------------------- | --------- |
| 2000      | Campeonato de Clubes de la CFU | 1              | Paradise SC         | 0-1       |
| 2000      | Campeonato de Clubes de la CFU | 1              | Violette AC         | 1-7       |
| 2000      | Campeonato de Clubes de la CFU | 1              | Harbour View FC     | 0-3       |
| 2001      | Campeonato de Clubes de la CFU | Clasificatoria | CRKSV Jong Colombia | w.o.1     |

1- Root Alley Ballers abandonó el torneo.

## Jugadores destacados
- Mark Sheldon
- Cornelius Butcher
- Jamil Joseph